# Posilovač
Posilovač je servomechanismus (mechanismus se zápornou zpětnou vazbou) sloužící k podpoření lidské síly při ovládání těžkých zařízení motorickou silou. Člověk pohybuje řídícím členem a servomotor pohybuje zařízením ve smyslu minimalizace odchylky polohy ovládaného zařízení od polohy určené řídícím členem. Kromě toho zůstává zachován mechanismus ručního řízení se svými mechanickými převody na ovládané zařízení (kola, brzdy).
Nepatrná vůle v řízení způsobuje, že po vychýlení ovladače (volantu, pedálu) dojde k rozdílu v poloze řídícího členu spojeného s ovladačem a polohou ovládaného zařízení. Rozdíl je vyhodnocen způsobem závislým na typu použitého servomotoru. U hydraulického, nebo pneumatického systému např. dojde k odkrytí či zakrytí štěrbiny přivádějící tlakové médium do resp. z pracovního válce. 
Posilovače se nejvíce uplatňují v řízení těžkých dopravních prostředků jako jsou letadla, stavební stroje, nákladní automobily, autobusy i osobní automobily. Běžně se používá posilovač brzd a posilovač řízení.
Důležitou vlastností ovládání s posilovačem je to, že i při výpadku servomotoru lze zařízení ovládat ručně přes stávající prosté mechanické převody, ač s vynaložením většího úsilí. To je velmi důležité z hlediska bezpečnosti vzhledem k oblasti použití posilovačů. Nemá-li mechanismus tuto vlastnost, nejedná se již o posilovač. Takové řešení se užívá u velmi hmotných strojů např. u velkých letadel (řízení typu "fly-by-wire"), kde je nad lidské síly pohnout zařízením bez podpory servomotoru. Též v situacích, kdy je řízení prostými mechanickými převody obtížně realizovatelné, se posilovač neuplatní. Samozřejmě při poruše je systém dále neřiditelný a dochází ke katastrofě. Možností, jak udržet bezpečnost provozu takového zařízení na přijatelné úrovni je zdvojování systémů, pedantická kontrola, údržba a preventivní výměna. To je možné zajistit u odborných provozovatelů, nikoli u běžného občana využívajícího svůj automobil do krajnosti. V čem je rozdíl? Pravděpodobnost poruchy složitého choulostivého zařízení je vyšší než u jednoduchého mechanického převodu z kvalitní oceli.
Aby i v případě výpadku posilovače mohlo být zařízení zvládnutelné lidskou silou, zůstávají tu proporční rozdíly kupříkladu mezi průměrem volantu osobního a těžkého nákladního automobilu.